# Partit de Centre (Suècia)
El Partit de Centre (suec Centerpartiet) és un partit polític suec d'orientació centristra. Manté estrets lligams amb la Suècia rural i es descriu com un partit social-liberal verd. La ideologia és de vegades anomenada agrària, però en un context europeu, el Partit de Centre podria ser millor centrat en qüestions liberals, socials i rurals. Qüestions clau a llarg termini han estat l'oposició a l'energia nuclear i les propostes per descentralitzar l'autoritat governamental.

## Història
El partit va ser fundat el 1913 com a Bondeförbundet (Lliga Agrària). El 1922 es va unir al Jordbrukarnas Riksförbund (Unió Nacional de Pagesos). Ha estat el més proper aliat dels socialdemòcrates durant 25 anys, i foren socis de coalició el 1936-1945 i el 1951-1957, però després ha revisat la seva estratègia per tal d'establir una relació més estreta d'aliança a llarg termini amb el centredreta (borgerlig), que va succeir als governs socialdemòcrates de 1976-1982 i 1991-1994. El Primer Ministre suec Torbjörn Fälldin fou líder del Partit de Centre. En els darrers anys el partit ha canviat de direcció per convertir-se en un partit liberal més clàssic, que ha despertat l'interès dels votants a les zones urbanes.
El 2005 el Partit del Centre ha venut la seva propietat del diari grup Centertidningar AB per 1,8 milions de corones sueques, per la qual cosa és el partit polític més ric del món. A les eleccions legislatives sueques de 2006 va treure el 7,88% i 29 escons. Ha format la coalició Aliança de Suècia amb el Partit Moderat, el Partit Popular Liberal i els Demòcrata-Cristians, que ha format govern.

## Resultats electorals

### Riksdag
| Any      | Vots      | %         | Escons   | +/– | Govern               |
| -------- | --------- | --------- | -------- | --- | -------------------- |
| Set 1914 | 1,507     | 0.2 (#4)  | 0 / 230  | Nou | Extraparlamentari    |
| 1917     | 39,262    | 5.3 (#5)  | 9 / 230  | 9   | Oposició             |
| 1920     | 52,318    | 7.9 (#4)  | 20 / 230 | 11  | Oposició             |
| 1921     | 192,269   | 11.0 (#4) | 21 / 230 | 9   | Oposició             |
| 1924     | 190,396   | 10.8 (#4) | 23 / 230 | 2   | Oposició             |
| 1928     | 263,501   | 11.2 (#4) | 27 / 230 | 4   | Oposició             |
| 1932     | 321,215   | 14.1 (#3) | 36 / 230 | 9   | Oposició (1932–36)   |
| 1932     | 321,215   | 14.1 (#3) | 36 / 230 | 9   | Minoria (1936)       |
| 1936     | 418,840   | 14.4 (#3) | 36 / 230 | =   | Coalició             |
| 1940     | 344,345   | 12.0 (#3) | 28 / 230 | 8   | Coalició             |
| 1944     | 421,094   | 13.6 (#3) | 35 / 230 | 7   | Coalició (1944–1945) |
| 1944     | 421,094   | 13.6 (#3) | 35 / 230 | 7   | Oposició (1945–1948) |
| 1948     | 480,421   | 12.4 (#3) | 30 / 230 | 5   | Oposició             |
| 1952     | 406,183   | 10.7 (#4) | 26 / 230 | 4   | Coalició             |
| 1956     | 366,612   | 9.5 (#4)  | 19 / 231 | 7   | Coalició             |
| 1958     | 486,760   | 12.7 (#4) | 32 / 231 | 13  | Oposició             |
| 1960     | 579,007   | 13.6 (#4) | 34 / 232 | 2   | Oposició             |
| 1964     | 559,632   | 13.2 (#4) | 36 / 233 | 1   | Oposició             |
| 1968     | 757,215   | 15.7 (#2) | 39 / 233 | 3   | Oposició             |
| 1970     | 991,208   | 19.9 (#2) | 71 / 350 | 32  | Oposició             |
| 1973     | 1,295,246 | 25.1 (#2) | 90 / 350 | 19  | Oposició             |
| 1976     | 1,309,669 | 24.1 (#2) | 86 / 349 | 4   | Coalició (1976–78)   |
| 1976     | 1,309,669 | 24.1 (#2) | 86 / 349 | 4   | Oposició (1978–79)   |
| 1979     | 984,589   | 18.1 (#3) | 64 / 349 | 22  | Coalició             |
| 1982     | 859,618   | 15.5 (#3) | 56 / 349 | 8   | Oposició             |
| 1985     | 490,999   | 8.8 (#4)  | 43 / 349 | 13  | Oposició             |
| 1988     | 607,240   | 11.3 (#4) | 42 / 349 | 1   | Oposició             |
| 1991     | 465,356   | 8.5 (#4)  | 31 / 349 | 11  | Coalició             |
| 1994     | 425,153   | 7.7 (#3)  | 27 / 349 | 4   | Oposició             |
| 1998     | 269,762   | 5.1 (#5)  | 18 / 349 | 9   | Oposició             |
| 2002     | 328,428   | 6.2 (#6)  | 22 / 349 | 4   | Oposició             |
| 2006     | 437,389   | 7.9 (#3)  | 29 / 349 | 7   | Coalició             |
| 2010     | 390,804   | 6.6 (#5)  | 23 / 349 | 6   | Coalició             |
| 2014     | 370,834   | 6.1 (#5)  | 22 / 349 | 1   | Oposició             |
| 2018     | 557,500   | 8.6 (#4)  | 31 / 349 | 9   | Suport extern        |
| 2022     | 434,945   | 6.7 (#5)  | 24 / 349 | 7   | Oposició             |

### Parlament Europeu
| Any  | Líder             | Vots    | %         | Escons | +/– | Grup |
| ---- | ----------------- | ------- | --------- | ------ | --- | ---- |
| 1995 | Karl Erik Olsson  | 192,077 | 7.2 (#5)  | 2 / 22 |     | ELDR |
| 1999 | Karl Erik Olsson  | 151,442 | 6.0 (#7)  | 1 / 22 | 1   | ELDR |
| 2004 | Lena Ek           | 157,258 | 6.3 (#6)  | 1 / 19 | =   | ALDE |
| 2009 | Lena Ek           | 173,414 | 5.5 (#7)  | 1 / 18 | =   | ALDE |
| 2014 | Kent Johansson    | 241,101 | 6.5 (#6)  | 1 / 20 | =   | ALDE |
| 2019 | Fredrick Federley | 447,641 | 10.8 (#5) | 2 / 20 | 1   | RE   |
| 2024 | Emma Wiesner      | 306,227 | 7.30 (#6) | 2 / 21 | =   | RE   |

## Líders del partit
| Nom                     | Foto | Mandat    | Notes |
| ----------------------- | ---- | --------- | --- |
| Erik Eriksson           |      | 1916–1920 | |
| Johan Andersson         |      | 1920–1924 | |
| Johan Johansson         |      | 1924–1928 | |
| Olof Olsson             |      | 1928–1934 | |
| Axel Pehrsson-Bramstorp |      | 1934–1949 | Primer Ministre (19 de juny de 1936 - 28 de setembre de 1936) Ministre d'Agricultura (1936-1945)                                  |
| Gunnar Hedlund          |      | 1949–1971 | Ministre de l'Interior (1951-1957)                                                                                                |
| Thorbjörn Fälldin       |      | 1971–1985 | Primer Ministre (1976-1978 i 1979-1982)                                                                                           |
| Karin Söder             |      | 1985–1987 | Primera dona electe com a líder de partit al país. Ministre d'exteriors (1976-1978) Ministre de Salut i Afers Socials (1979-1982) |
| Olof Johansson          |      | 1987–1998 | Ministre d'Energia (1976-1978) Ministre de Medi Ambient (1991-1994)                                                               |
| Lennart Daléus          |      | 1998–2001 | |
| Maud Olofsson           |      | 2001–2011 | Viceprimer ministre (2006-2010) Ministre d'Empresa i Indústria (2006-2011)                                                        |
| Annie Lööf              |      | 2011–2023 | Ministre d'Empresa i Indústria (2011-2014)                                                                                        |
| Muharrem Demirok        |      | 2023–2025 | |
| Anna-Karin Hatt         |      | 2025–     | Ministre d'Energia (2011-2014) Ministre de Desenvolupament Digital (2011-2014) Ministre de les Regions (2010-2011)                |